# Eboa Lotin
Emmanuel Eboa Lotin (* 6. August 1942 in Bonamuti Douala (Kamerun); † 6. Oktober 1997 in Douala) war ein kamerunischer Musiker. Lotin war ein Vertreter des Makossa, prägte diesen Musikstil entscheidend mit und machte diesen auch außerhalb Kameruns bekannt.

## Leben
Eboa Lotin wurde am 6. August 1942 als Sohn eines Pastors und einer Hausfrau geboren. Die Eltern starben, als Lotin gerade vier Jahre alt war. Schon in jungen Jahren erlitt er durch eine Chinin-Injektion eine Lähmung des linken Beins. Mit acht Jahren begann der Autodidakt Musik zu machen. 1962, im Alter von 20 Jahren, komponierte er mit Mulema Mam (Mein Herz) seinen ersten Hit. Schnell hatte er Erfolg und komponierte insgesamt 70 Lieder, die auf dem afrikanischen Kontinent, aber auch international viel Beachtung fanden. 1969 durfte er Kamerun auf dem ersten Festival panafricain d'Alger vertreten. 1997 starb Lotin und hinterließ eine Frau und fünf Kinder. Sein letztes Album war unvollendet.

## Diskografie (Auswahl)
- 1962 Mulema Mam
- 1967 Mbemb'a Mot'a Sawa
- 1969 Matumba Matumba
- 1969 Besombes